# Karl Grünheid

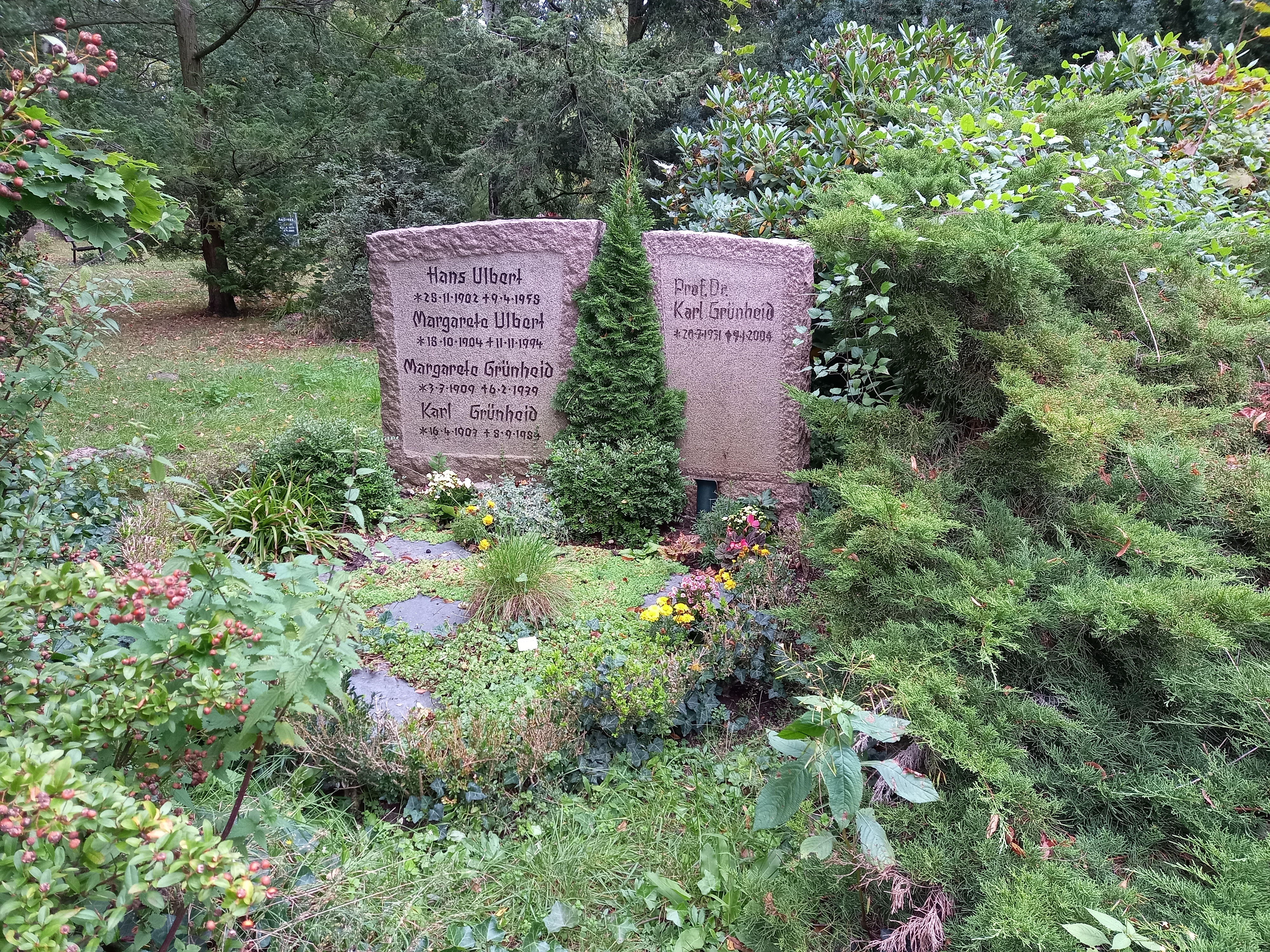
Ruhestätte von Karl Grünheid im Familiengrab auf dem Zentralfriedhof Friedrichsfelde

Karl Grünheid (* 20. Juli 1931 in Berlin; † 9. Januar 2004 ebenda) war Minister für Maschinenbau der DDR.

## Leben
Grünheid absolvierte als Sohn eines Maurers nach dem Besuch der Volks- und Oberschule mit Abitur von 1950 bis 1952 eine Ausbildung als Maurer. Im Jahr 1952 hatte er als Lehrling des VEB Bau am Hochhaus an der Weberwiese und in der Stalinallee gebaut und auf der Berliner Bauarbeiter-Konferenz die Mängel in der Berliner Bauwirtschaft kritisiert. Von 1952 bis 1956 studierte er an der Hochschule für Ökonomie Berlin, das er als Diplomwirtschaftler abschloss. Er war von 1950 bis 1957 Mitglied der FDJ und trat 1953 der SED bei. Von 1956 bis 1958 war er Mitarbeiter im Ministerium für Schwermaschinenbau, danach bis 1963 Planungsleiter, stellvertretender Hauptdirektor und schließlich Generaldirektor der VVB Ausrüstungen für Schwerindustrie und Getriebebau Magdeburg. 1961 wurde er zum Dr. rer. oec. promoviert, mehrere Jahre war er Mitglied der SED-Bezirksleitung Magdeburg. Von 1963 bis 1968 war er als Minister bei der Staatlichen Plankommission stellvertretender Vorsitzender für Jahresplanung, für Perspektivplanung und zuletzt für Rationalisierung, Automatisierung und Datenverarbeitung.
Von 1968 bis 1971 war Grünheid Generaldirektor des VEB Metalleichtbaukombinat Leipzig, daneben Professor für sozialistische Betriebswirtschaft an der Hochschule für Bauwesen Leipzig. 1969 wurde er zum Professor und außerordentlichen Mitglied des Forschungsrates der DDR berufen.
Von 1971 bis 1983 war er erneut in der Staatlichen Plankommission tätig, diesmal als Staatssekretär und Leiter des Bereichs Außenwirtschaft und als stellvertretender Leiter der paritätischen Regierungskommission für ökonomische und wissenschaftlich-technische Zusammenarbeit DDR-UdSSR. Im Dezember 1983 wurde er als Nachfolger von Werner Greiner-Petter Minister für Glas- und Keramikindustrie in der Regierung Stoph und von November 1989 bis Januar 1990 Minister für Maschinenbau in der Regierung Modrow. Von Januar 1990 bis April 1990 war er Leiter des Wirtschaftskomitees, als Nachfolgeorgan der Staatlichen Plankommission.
Karl Grünheid ist auf dem Zentralfriedhof Berlin-Friedrichsfelde beigesetzt.

## Auszeichnungen
- 1975 Vaterländischer Verdienstorden in Silber und 1981 in Gold
- 1980 Orden Banner der Arbeit Stufe I